# Любейкі (Білостоцький повіт)
Любейкі (пол. Lubejki) — село в Польщі, у гміні Туроснь-Косьцельна Білостоцького повіту Підляського воєводства.
Населення — 111 осіб (2011).
У 1975-1998 роках село належало до Білостоцького воєводства.

## Демографія
Демографічна структура станом на 31 березня 2011 року:
|          | Загалом | Допрацездатний вік | Працездатний вік | Постпрацездатний вік |
| -------- | ------- | ------------------ | ---------------- | -------------------- |
| Чоловіки | 60      | 8                  | 46               | 6                    |
| Жінки    | 51      | 11                 | 30               | 10                   |
| Разом    | 111     | 19                 | 76               | 16                   |